# Liste der denkmalgeschützten Objekte in Lermoos
Die Liste der denkmalgeschützten Objekte in Lermoos enthält die 17 denkmalgeschützten, unbeweglichen Objekte der Gemeinde Lermoos.

## Denkmäler
| Foto |                 | Denkmal | Standort                                        | Beschreibung | Metadaten |
| ---- | --------------- | --- | ----------------------------------------------- | --- | --- |
| ja   | Datei hochladen | Außerfernbahn – Aufnahmsgebäude Lermoos HERIS-ID: 81809 Objekt-ID: 95600 TKK: 24689                              | Danielstraße 23 Standort KG: Lermoos            | Das Aufnahmsgebäude Lermoos der Außerfernbahn wurde 1913 errichtet. Der eternitverkleidete Mauerbau mit Walmdach ist im Mansardbereich mit Brettern verschalt. | BDA-Hist.: Q110441608 Status: Bescheid Stand der BDA-Liste: 2025-06-30 Name: Außerfernbahn – Aufnahmsgebäude Lermoos GstNr.: .473 Aufnahmsgebäude Bahnhof Lermoos |
| ja   | Datei hochladen | Ortskapelle hl. Josef HERIS-ID: 65943 Objekt-ID: 78812 TKK: 24674                                                | gegenüber Gries 20 Standort KG: Lermoos         | Eine offene Vorhalle führt in den rechteckigen Gebetsraum mit Dreiachtelschluss. Die Statue des heiligen Josef am Altar stammt aus der Zeit um 1720. | BDA-Hist.: Q38112119 Status: § 2a Stand der BDA-Liste: 2025-06-30 Name: Ortskapelle hl. Josef GstNr.: .520 Josefskapelle, Lermoos-Gries |
| ja   | Datei hochladen | Dietrich'scher Ansitz HERIS-ID: 39905 Objekt-ID: 39747 TKK: 24682                                                | Innsbrucker Straße 17 Standort KG: Lermoos      | Die unteren Fenster des Mittelflurhauses mit Krüppelwalmdach weisen Rokokogitter aus der Zeit um 1760 auf. | BDA-Hist.: Q37991583 Status: Bescheid Stand der BDA-Liste: 2025-06-30 Name: Dietrich'scher Ansitz GstNr.: 1271 Lermoos, Dietrichscher Ansitz |
| ja   | Datei hochladen | Kath. Pfarrkirche hl. Katharina, Friedhof HERIS-ID: 55690 Objekt-ID: 64463 TKK: 25514, 128692                    | Kirchplatz 9 Standort KG: Lermoos               | Die Pfarrkirche inmitten des ummauerten Friedhofs ist ein einheitlich barocker Bau mit einem im Kern gotischen Nordturm. Sie wurde in den Jahren 1751 bis 1753 neu erbaut; ab 1761 folgte die Umgestaltung der Obergeschoße des Turmes. Die einheitlichen Fresken im Inneren stammen aus der Zeit des Neubaus. Der Hochaltar entstand um 1760. Auch die Seitenaltäre wurden in der 2. Hälfte des 18. Jahrhunderts geschaffen. | BDA-Hist.: Q38067257 Status: § 2a Stand der BDA-Liste: 2025-06-30 Name: Kath. Pfarrkirche hl. Katharina, Friedhof GstNr.: .57, 745 Pfarrkirche hl. Katharina, Lermoos |
| ja   | Datei hochladen | Ansitz, Felsenheim HERIS-ID: 39904 Objekt-ID: 39746 TKK: 24683                                                   | Mösle 1 Standort KG: Lermoos                    | Das Mittelflurhaus mit angebautem Rundturm wurde 1727 erbaut und als Brauerei eingerichtet. | BDA-Hist.: Q37991572 Status: Bescheid Stand der BDA-Liste: 2025-06-30 Name: Ansitz, Felsenheim GstNr.: .16/1 Lermoos, Ansitz Felsenheim |
| ja   | Datei hochladen | Kerkerkapelle/Mooskerker-Kapelle HERIS-ID: 65939 Objekt-ID: 78808 TKK: 24673                                     | östlich Moosweg 18 Standort KG: Lermoos         | Die Kapelle von 1793 wurde 1971 erneuert. Der Mauerbau mit schindelgedecktem Satteldach und rundbogigem Schluss ist giebelseitig durch einen weiten Segmentbogen geöffnet. Im Inneren befindet sich eine lebensgroße Figur Christus an der Geißelsäule aus der Mitte des 18. Jahrhunderts. | BDA-Hist.: Q38112093 Status: § 2a Stand der BDA-Liste: 2025-06-30 Name: Kerkerkapelle/Mooskerker-Kapelle GstNr.: .358 Mooskerkerkapelle, Lermoos |
| ja   | Datei hochladen | Ortskapelle hl. Martin HERIS-ID: 65940 Objekt-ID: 78809 TKK: 24667                                               | gegenüber Oberdorf 9 Standort KG: Lermoos       | Der Mauerbau mit schindelgedecktem Satteldach, polygonalem Chor und Dachreiter mit Spitzhelm wurde in der ersten Hälfte des 19. Jahrhunderts errichtet. Das Wandgemälde des hl. Martin über dem Eingang wurde 1964 von Rosa Benesch-Hennig geschaffen. | BDA-Hist.: Q38112103 Status: § 2a Stand der BDA-Liste: 2025-06-30 Name: Ortskapelle hl. Martin GstNr.: .92 Lermoos, Ortskapelle hl. Martin |
| ja   | Datei hochladen | Pestkapelle mit Kriegerdenkmal und Friedhof, Bichl Kirche HERIS-ID: 65941 Objekt-ID: 78810 TKK: 24669            | Oberdorf 20, in der Nähe Standort KG: Lermoos   | Der Pestfriedhof wurde 1634 angelegt. Im östlichen Bereich des in Terrassen angelegten kleinen Friedhofs mit einfachen überdachten Holzkreuzen befindet sich ein Denkmal in Erinnerung an die Luftangriffe am 3. August 1944. Die ehemalige hölzerne Pestkapelle am oberen Ende des Friedhofs wurde 1958 als Kriegergedächtnisstätte neu errichtet. Der offene Bau mit hohem schindelgedecktem Zeltdach weist innen (Pietà) und außen Wandgemälde von Toni Kirchmayr auf. | BDA-Hist.: Q38112109 Status: § 2a Stand der BDA-Liste: 2025-06-30 Name: Pestkapelle mit Kriegerdenkmal und Friedhof, Bichl Kirche GstNr.: .94, 1349 Pestkapelle, Lermoos |
| ja   | Datei hochladen | Ortskapelle Obergarten HERIS-ID: 65944 Objekt-ID: 78813 TKK: 24677                                               | Obergarten Standort KG: Lermoos                 | Die Ortskapelle ist ein Bau des 17. Jahrhunderts. Ihr Altar enthält ein Mariahilf-Gemälde. | BDA-Hist.: Q38112126 Status: § 2a Stand der BDA-Liste: 2025-06-30 Name: Ortskapelle Obergarten GstNr.: .238 Hubertuskapelle, Obergarten |
| ja   | Datei hochladen | Kreuzweg, Kreuzigungsgruppe, Kapelle Maria Opferung HERIS-ID: 58940 Objekt-ID: 69841 TKK: 24679, 33475, 33474, … | östlich Obergarten 9a Standort KG: Lermoos      | Die Kapelle wurde 1663 anstelle eines Vorgängerbaus errichtet, 1680 erweitert und nach Beschädigungen 1945 wieder aufgebaut. Der Bau mit steilem schindelgedecktem Satteldach, polygonalem Schluss mit Sakristeianbau und offener Vorhalle weist über dem Chor einen mächtigen hölzernen Dachreiter auf. Innen weist das Langhaus eine flache bemalte Decke auf, der Chor ein Netzrippengewölbe mit Stuckauflagen. Am Weg zur Kapelle befinden sich sieben gemauerte Stationsbildstöcke, die in flachen Nischen handkolorierte Kupferstiche aus der ersten Hälfte des 19. Jahrhunderts zeigen. Östlich der Kapelle steht eine Kreuzigungsgruppe mit polychrom gefassten Holzfiguren von Christus und den beiden Schächern aus dem 19. Jahrhundert. | BDA-Hist.: Q38085412 Status: § 2a Stand der BDA-Liste: 2025-06-30 Name: Kreuzweg, Kreuzigungsgruppe, Kapelle Maria Opferung GstNr.: .222, 2311 Kapelle Maria Opferung, Bichlkapelle |
| ja   | Datei hochladen | Dreikönigskapelle/Greifkapelle/Greifkirchl HERIS-ID: 65938 Objekt-ID: 78807 TKK: 24672                           | bei Unterdorf 12 Standort KG: Lermoos           | Die Kapelle wurde um 1750 erbaut. Der Mauerbau mit schindelgedecktem Satteldach und polygonalem Chor weist im Inneren ein Kreuzgratgewölbe auf. | BDA-Hist.: Q38112083 Status: § 2a Stand der BDA-Liste: 2025-06-30 Name: Dreikönigskapelle/Greifkapelle/Greifkirchl GstNr.: .152 Lermoos, Dreikönigskapelle |
| ja   | Datei hochladen | Ortskapelle Maria Opferung in Untergarten HERIS-ID: 65945 Objekt-ID: 78814 TKK: 24676                            | bei Untergarten 13 Standort KG: Lermoos         | Die bereits 1666 urkundlich erwähnte Kapelle mit einem Glockendachreiter wurde nach ihrer Zerstörung im Jahr 1945 wieder aufgebaut. | BDA-Hist.: Q38112132 Status: § 2a Stand der BDA-Liste: 2025-06-30 Name: Ortskapelle Maria Opferung in Untergarten GstNr.: .203 Kapelle Maria Opferung, Untergarten |
| BW   | Datei hochladen | Bildstock hl. Johannes Nepomuk HERIS-ID: 65942 Objekt-ID: 78811 TKK: 33470                                       | Standort KG: Lermoos                            | Der Nischenbildstock mit gemauertem Sockel und Holzaufbau steht an der Brücke der Garmischer Straße über den Lussbach. In der Nische befindet sich eine Holzskulptur des hl. Johannes Nepomuk vom Anfang des 19. Jahrhunderts. | BDA-Hist.: Q38112113 Status: § 2a Stand der BDA-Liste: 2025-06-30 Name: Bildstock hl. Johannes Nepomuk GstNr.: 2416/1 |
| BW   | Datei hochladen | Außerfernbahn Loisach-Viadukt HERIS-ID: 11787 Objekt-ID: 7903 TKK: 33473                                         | Standort KG: Lermoos                            | Anmerkung: Die aus Stein gemauerte Brücke mit fünf Bögen zu 6 und 12 Meter ist Teil der Außerfernbahn und wurde 1913 errichtet. Am hier und im Kunstkataster genannten Standort gibt es kein Viadukt und keine Spuren einer früheren Existenz. Auch die Loisach fließt dort nicht. Dagegen gibt es ein markantes historisches Viadukt über die Loisach, das allerdings schon in Ehrwald liegt. Auf der dortigen Denkmalliste findet es sich nicht. | BDA-Hist.: Q38112576 Status: Bescheid Stand der BDA-Liste: 2025-06-30 Name: Außerfernbahn Löisach-Viadukt GstNr.: 2489/1 |
| BW   | Datei hochladen | Außerfernbahn Lichtenberg-Viadukt HERIS-ID: 11788 Objekt-ID: 7904 TKK: 33472                                     | Standort KG: Lermoos                            | Anmerkung: Die aus Stein gemauerte Brücke mit vier weiten Bögen zu 10 und 16 Meter ist Teil der Außerfernbahn und wurde 1913 errichtet. Das Lichtenberg-Viadukt hat fünf Bögen. Das Loisach-Viadukt (in Ehrwald, siehe eins drüber) hat dagegen vier Bögen. | BDA-Hist.: Q38112592 Status: Bescheid Stand der BDA-Liste: 2025-06-30 Name: Außerfernbahn Lichtenberg-Viadukt GstNr.: 2489/2 |
| ja   | Datei hochladen | Ortskapelle hl. Johannes von Nepomuk, Drei-Mohren-Kapelle HERIS-ID: 65934 Objekt-ID: 78803 TKK: 24665            | Innsbrucker Straße 40, bei Standort KG: Lermoos | Die Ortskapelle ist ein Mauerbau mit steilem schindelgedecktem Satteldach, polygonalem Schluss und einer straßenseitigen Vorhalle mit breiten Durchgängen. Sie ist mit 1750 bezeichnet. Innen steht hinter einem schmiedeeisernen Rokokogitter eine überlebensgroße Figur des hl. Johannes Nepomuk. | BDA-Hist.: Q38112057 Status: Bescheid Stand der BDA-Liste: 2025-06-30 Name: Ortskapelle hl. Johannes von Nepomuk, Drei-Mohren-Kapelle GstNr.: 1050/2 Johannes-Nepomuk-Kapelle, Lermoos |
| ja   | Datei hochladen | Abschnitt der Via Claudia Augusta im Lermooser Moos HERIS-ID: 113808 Objekt-ID: 132188seit 2021                  | Standort KG: Lermoos                            | Im Lermooser Moos haben sich Reste der römischen Via Claudia Augusta erhalten, die als Prügelweg mit einer Breite von rund 7 m nahezu geradlinig rund 1,5 km durch das Moor führte. Dendrochronologischen Untersuchungen zufolge wurde die Straße vermutlich im Jahr 46 erbaut und über 300 Jahre lang, bis ca. 374, instand gehalten. Anmerkung: Dieser Abschnitt erstreckt sich über die Gemeinden Biberwier und Lermoos. Die Koordinaten sind willkürlich ungefähr. | BDA-Hist.: Q105675410 Status: Bescheid Stand der BDA-Liste: 2025-06-30 Name: Abschnitt der Via Claudia Augusta im Lermooser Moos GstNr.: 627/1, 1985, 1990, 632, 630/2, 630/1, 628, 629, 630/3, 631, 856, 911/2, 781, 776, 840, 862, 867, 841, 860, 849, 786, 855, 872/1, 872/2, 2467, 2470, 2472, 2387, 853, 879, 918, 928, 944, 965, 964, 969, 880, 777/1, 846, 847, 854, 858, 780, 800, 826, 844, 883/2, 864, 2468, 2469, 2471, 2450/1, 873/2, 785/2, 785/5, 885/2, 878, 828, 829, 809, 810, 911/1, 863, 960, 789/3, 790, 798, 799, 956, 868, 869, 876/2, 859, 888/2, 805, 861, 961/1, .381, 778/1, 883/1, 789/4, 936, 902, 909/1, 848, 889, 890, 795, 777/2, 813, 821, 824, 845, 857, 884, 950, 852, 943, 968, 794 |

## Ehemalige Denkmäler
| Foto |                 | Denkmal                                                        | Standort                             | Beschreibung | Metadaten |
| ---- | --------------- | -------------------------------------------------------------- | ------------------------------------ | --- | --- |
| ja   | Datei hochladen | Salzstadel TKK: 24686bis 2010                                  | Standort KG: Lermoos                 | Das Gebäude wurde 1679 errichtet und diente ab dem Anfang des 19. Jahrhunderts als Sitz des Salzfaktors. Es wurde abgetragen, nach 2005 in die „Burgenwelt Ehrenberg“ versetzt und dort als Veranstaltungssaal adaptiert. Der eingeschoßige Bau über rechteckigem Grundriss ist teils in Bruchsteinmauerwerk, teils in Ständerbauweise aufgeführt und hat ein Pfettendach mit aufwendig gestaltetem Bundwerk. Die Innenräume sind teilweise original erhalten und weisen barocke Holzsäulen auf. Das Gebäude ist seit der Versetzung zur Ruine Ehrenberg in der Gemeinde Reutte (Listeneintrag) geschützt. | BDA-Hist.: Q125364898 Status: Bescheid Stand der BDA-Liste: 2010-05-28 Name: Salzstadel GstNr.: .42                  |
| ja   | Datei hochladen | Außerfernbahn-Gütermagazin Objekt-ID: 71732 TKK: 33471bis 2011 | Danielstraße 23 Standort KG: Lermoos | Das Gütermagazin der Außerfernbahn war ein langgestreckter, senkrecht verbretterter Riegelbau mit Satteldach und Eingängen an Trauf- und Giebelseite. Das Magazin wurde 1913 errichtet und 2011 abgetragen. | BDA-Hist.: Q106654213 Status: Bescheid Stand der BDA-Liste: 2011-05-30 Name: Außerfernbahn-Gütermagazin GstNr.: .472 |